# Mavinakote, Honnali
Mavinakote là một làng thuộc tehsil Honnali, huyện Davanagere, bang Karnataka, Ấn Độ.